# Weidachschlößle

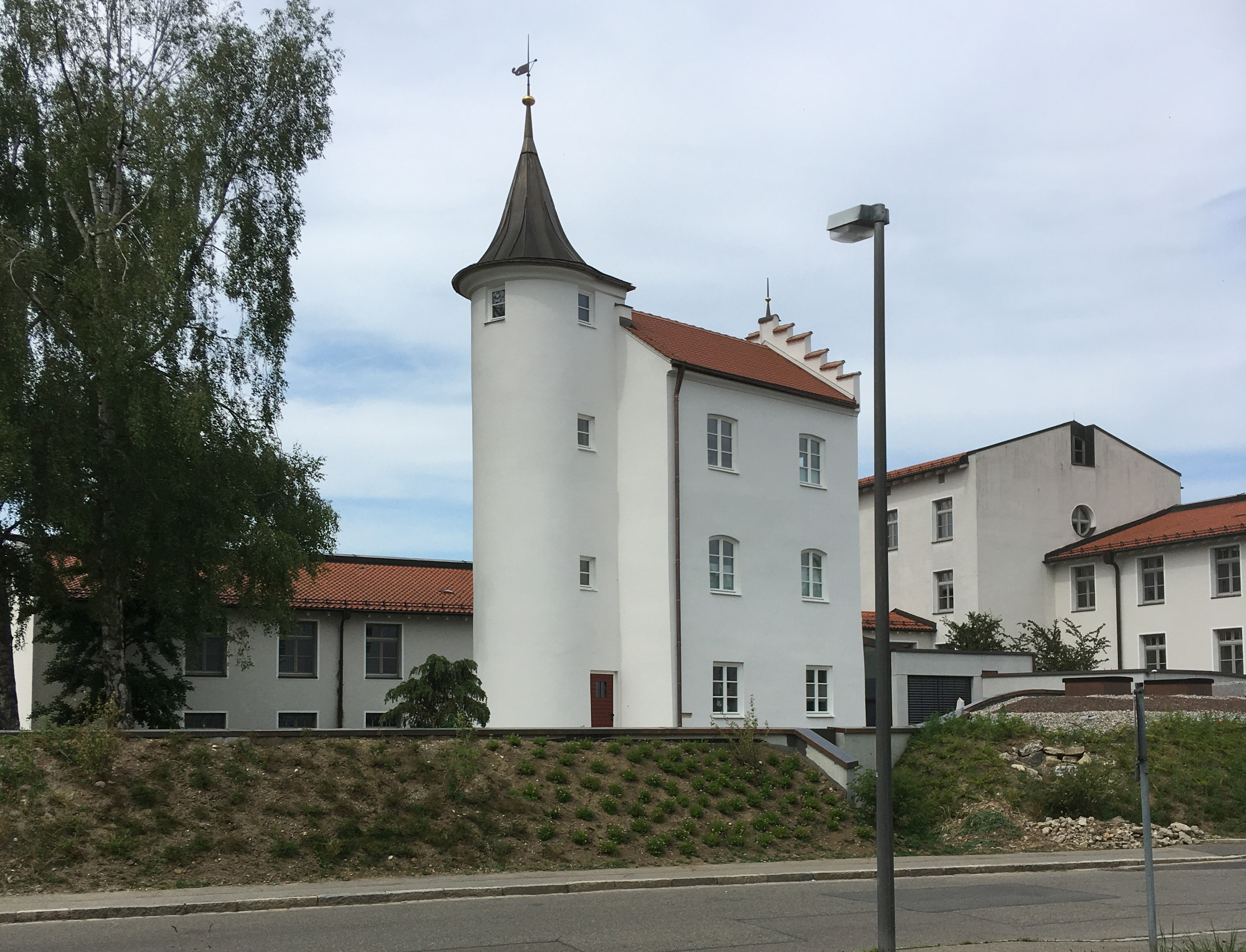
Das Weidachschlößle 2023 nach Renovierung und Wohnanbau mit zusätzlichem Ringwall

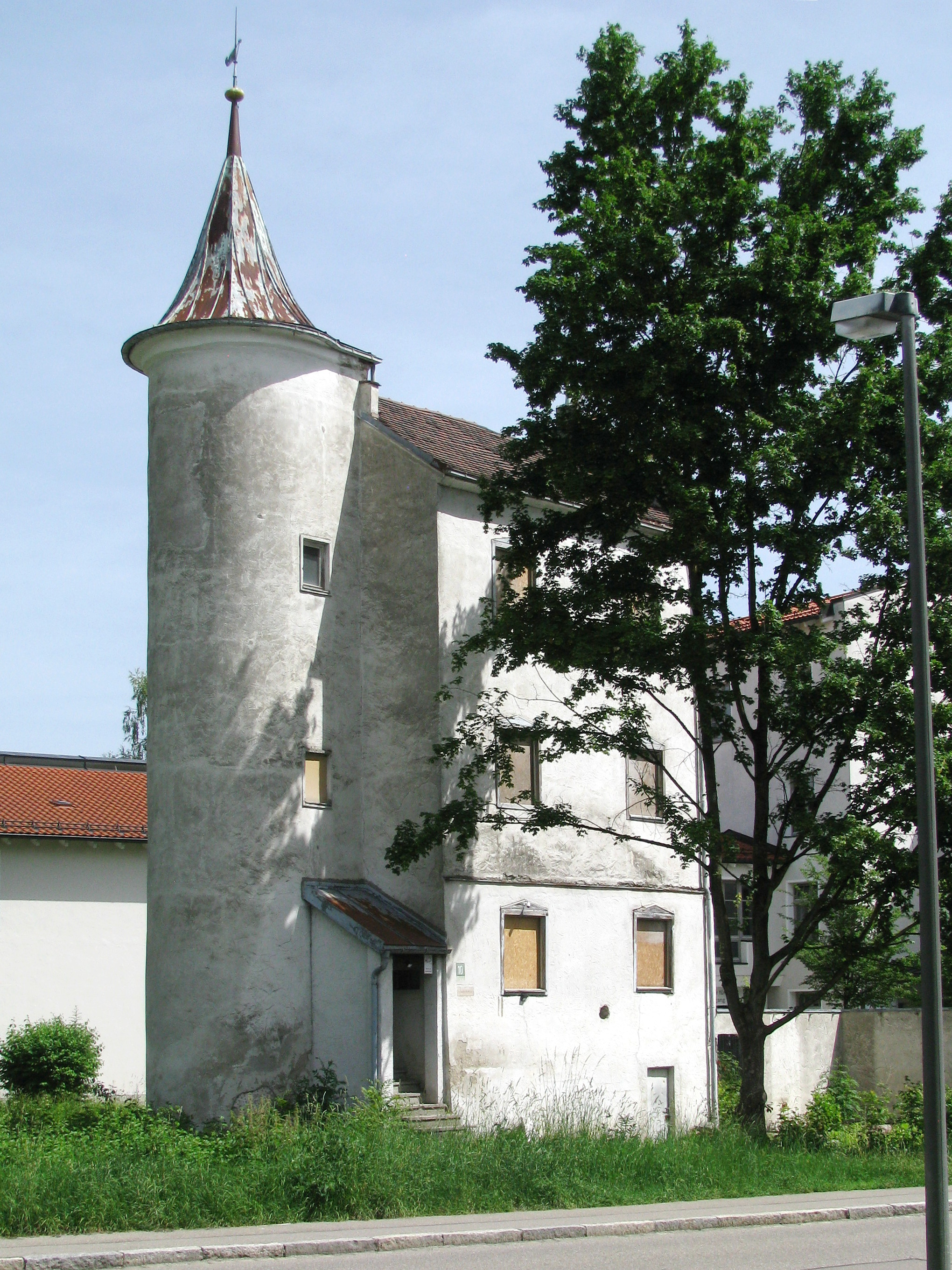
Weidachschlößle (Juni 2018)

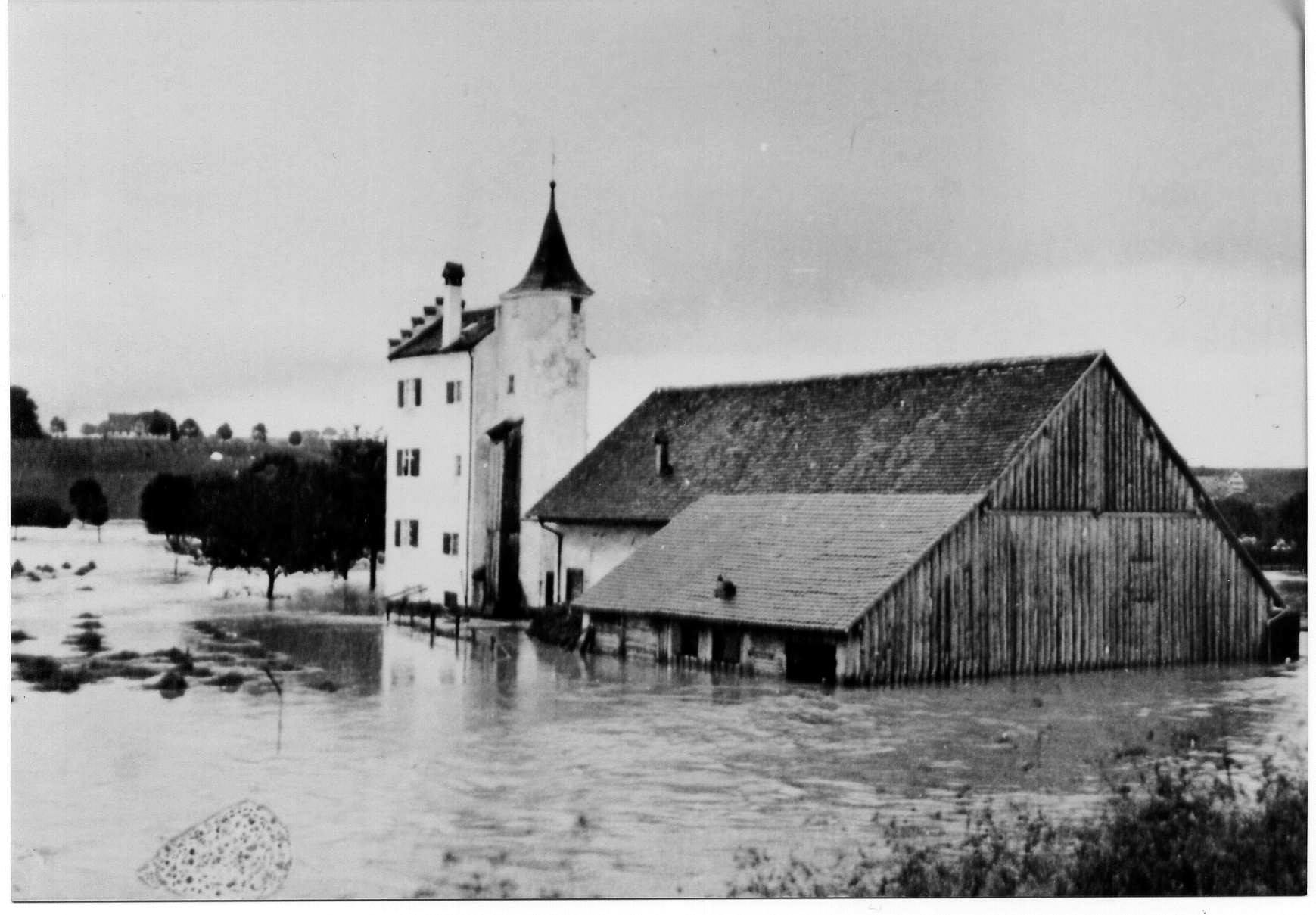
Das Weidachschlößle während eines Hochwassers im Jahr 1910

Das Weidachschlößle ist ein in der ersten Hälfte des 16. Jahrhunderts angelegtes und denkmalgeschütztes Patrizierhaus mit der Hausanschrift Schlößleweg 10 in Kempten (Allgäu).

## Geschichte und Beschreibung
Das Gebäude befindet sich an der Iller und hat einen halbrunden Treppenturm. Es diente einst als Sommersitz reichsstädtischer Patrizierfamilien. Das vierstöckige rechteckige Gebäude mit Giebel an der Ostseite diente während der Pestepidemien als Zufluchtsort außerhalb der Stadtmauer. Lange befand sich das früher alleinstehende und später verwahrloste Gebäude im Privatbesitz der Nachfahren des Malers Franz Weiß. Es ist neben dem Haubenschloß und dem Rotschlößle einer der letzten Bauten dieser Art in Kempten. Im Erdgeschoss und im ersten Obergeschoss haben die Decken Tonnen- und Kreuzgewölbe.
Im Jahr 2017 erwarb der aus dem nahen Sulzberg stammende Unternehmer und Sportfunktionär Alfons Hörmann das Gebäude käuflich und plante in Abstimmung mit der Denkmalpflege eine Sanierung. Diese ist mittlerweile abgeschlossen.